# Mancomunidad de Municipios Rincón de Ademuz
La Mancomunidad de Municipios Rincón de Ademuz es una agrupación de municipios de la comarca homónima, en la provincia de Valencia (Comunidad Valenciana, España).
La forman siete entidades locales que censan 2.244 habitantes (2018), con una extensión de 370,50 km²; tiene su sede fija en Casas Altas.

## Precedentes históricos
La actual entidad supramunicipal tiene su precedente histórico en la actividad política y municipalista de la Jefatura Provincial del Movimiento del primer franquismo (Era Azul: Despegue económico (1951-1957), a través del Consejo Comarcal de Autoridades y Mandos (1954), cuyo primer objetivo, al decir de Vicente Badía Marín fue «la instalación del servicio telefónico en tan apartada comarca valenciana, tanto más dejada cuanto que carece de las comunicaciones imprescindibles con la capital, y por mejor decir, con todo el Reino».

## Fines, órganos de gobierno y funcionamiento
Por resolución de la Consellería de Presidencia y Agricultura, Pesca, Alimentación y Agua  de 4 de mayo de 2015, se publicaron en el Diario Oficial de la Generalidad Valenciana (DOG) los nuevos estatutos de la Mancomunidad de Municipios, adaptados a la nueva regulación. Su artículo 1º dice:

Las entidades locales de Ademuz, Casa Altas, Casas Bajas, Castielfabib, Puebla de San Miguel, Torrebaja y Vallanca, todas ellas pertenecientes a la provincia de Valencia, al amparo de lo dispuesto en el
ordenamiento jurídico vigente, acuerdan constituirse en mancomunidad voluntaria de entidades locales para la organización y prestación, en forma mancomunada, de las obras, servicios o actividades de su competencia propia, que se recogen en los presentes estatutos.

Según se establece en sus Estatutos, los fines de la Mancomunidad de Municipios son:
- Información y promoción de actividades turísticas de interés y ámbito local.
- Conservación, mantenimiento y vigilancia de los edificios detitularidad local destinados a centros públicos de educación infantil.
- Prestación de los servicios sociales y de promoción y reinserción social, hasta la asunción de la titularidad de esta competencia por la Generalidad Valenciana.
- Pavimentación de las vías públicas urbanas.
- Colaboración con el Estado, Comunidad Autónoma y Diputación Provincial, para realizar servicios incluidos en los fines de la Mancomunidad.

Sus órganos de gobierno son representativos de los ayuntamientos mancomunados: 
- El Pleno de la Mancomunidad.
- El presidente.
- El vicepresidente o vicepresidentes en su caso

En la práctica funciona mediante un Pleno de los Alcaldes del Rincón de Ademuz, que de forma habitual se convoca trimestralmente, además de los plenos extraordinarios, con un orden día. Posee un presidente y vicepresidente, y personal administrativo propio (un secretario que acude todos los miércoles y una administrativa que atiende diariamente). Su funcionamiento es similar al de un ayuntamiento o municipalidad, hasta el punto de que pretende ser «el Ayuntamiento de los Ayuntamientos de la comarca». Su presidente es Eduardo Aguilar Villalba, alcalde de Castielfabib.-
Las decisiones se toman en el Pleno de la Mancomunidad, los votos se emiten en razón del número de concejales de cada municipio: Casas Altas, Casas Bajas y Vallanca, 5 votos cada uno; Castielfabib y Torrebaja, 7 votos; Puebla de San Miguel, 3 votos, y Ademuz, 22 votos; la ponderación se hace según territorio y habitantes.-
Carece de fuentes de ingreso propias, se financia mediante las aportaciones económicas de los Ayuntamientos que forman la agrupación (los aportes se hacen por habitantes y se actualizan cada año), y de las subvenciones que consigue de la administración autonómica (Generalidad Valenciana) y provincial (Diputación Provincial de Valencia).

## Convenio de colaboración
Con fecha 7 de diciembre de 2005 se suscribió un Convenio de Colaboración entre el Ministerio de Industria, Turismo y Comercio, la Agencia Valenciana del Turismo de la Comunidad Valenciana, la Mancomunidad de Municipios Rincón de Ademuz y la Asociación para el Desarrollo Integral del Rincón de Ademuz (A.D.I.R.A.) para el desarrollo de un Plan de Dinamización Turística en la Comarca del Rincón de Ademuz (Valencia).

## Competencias
- Agricultura
- Carteles indicativos
- Defensa del medio ambiente
- Deportes
- Extinción de incendios
- Gabinete administrativo
- Gestión tributaria
- Higiene
- Industria
- Mercados
- Salubridad
- Servicios sociales
- Turismo
- Urbanismo

## Municipios que la forman
Los municipios que forman la mancomunidad son:
- Ademuz
- Casas Altas
- Casas Bajas
- Castielfabib
- Puebla de San Miguel
- Torrebaja
- Vallanca

## Presidentes de la Mancomunidad de Municipios
- Francisca Lozano Aguilar (PP), alcaldesa de Casas Bajas (30/06/1997-2001).
- Luis María Alcusa Belsué (PP), alcalde de Puebla de San Miguel (28/09/2001-2003).
- Manuel Sánchez Sánchez (PP), alcalde de Casas Altas (15/07/2003-2008).
- Manuel Sánchez Sánchez (PP), alcalde de Casas Altas (18/07/2007-16/12/2008).
- Vicente Manuel Bes Aloy (PSOE), alcalde de Casas Bajas (15/07/2008) Presidente accidental.
- María Luisa Martínez Calvo (PP), alcaldesa de Castielfabib (16/12/2008) Delegación de competencias.
- Manuel Sánchez Sánchez (PP), alcalde de Casas Altas (14/10/2010) Renuncia
- Nuria Millán Eslava (PP), alcaldesa de Vallanca (25/10/2010-09/08/2011)
- Octavio Gómez Luis (PSOE), alcalde de Torrebaja (09/08/2011-29/06/2012) Renuncia
- Domingo Antón Lázaro (UCB), alcalde de Casas Bajas (29/06/2012) En funciones
- Domingo Antón Lázaro (UCB), Casas Bajas (27/03/2013).
- Domingo Antón Lázaro (UCB), alcalde de Casas Bajas (27/03/2013-22/07/2015) En funciones
- Domingo Antón Lázaro (UCB), alcalde de Casas Bajas (30/12/2015-11/02/2016) Renuncia
- Eduardo Aguilar Villalba (PP), alcalde de Castielfabib (06/04/2016) En funciones.
- Domingo Antón Lázaro (UCB), alcalde de Casas Bajas (22/12/2016-22/12/2018) Renuncia.
- Eduardo Aguilar Villalba (PP), alcalde de Castielfabib (12/04/2018)
- Eduardo Aguilar Villalba (PP), alcalde de Castielfabib (20/08/2019-sigue)

## Galería

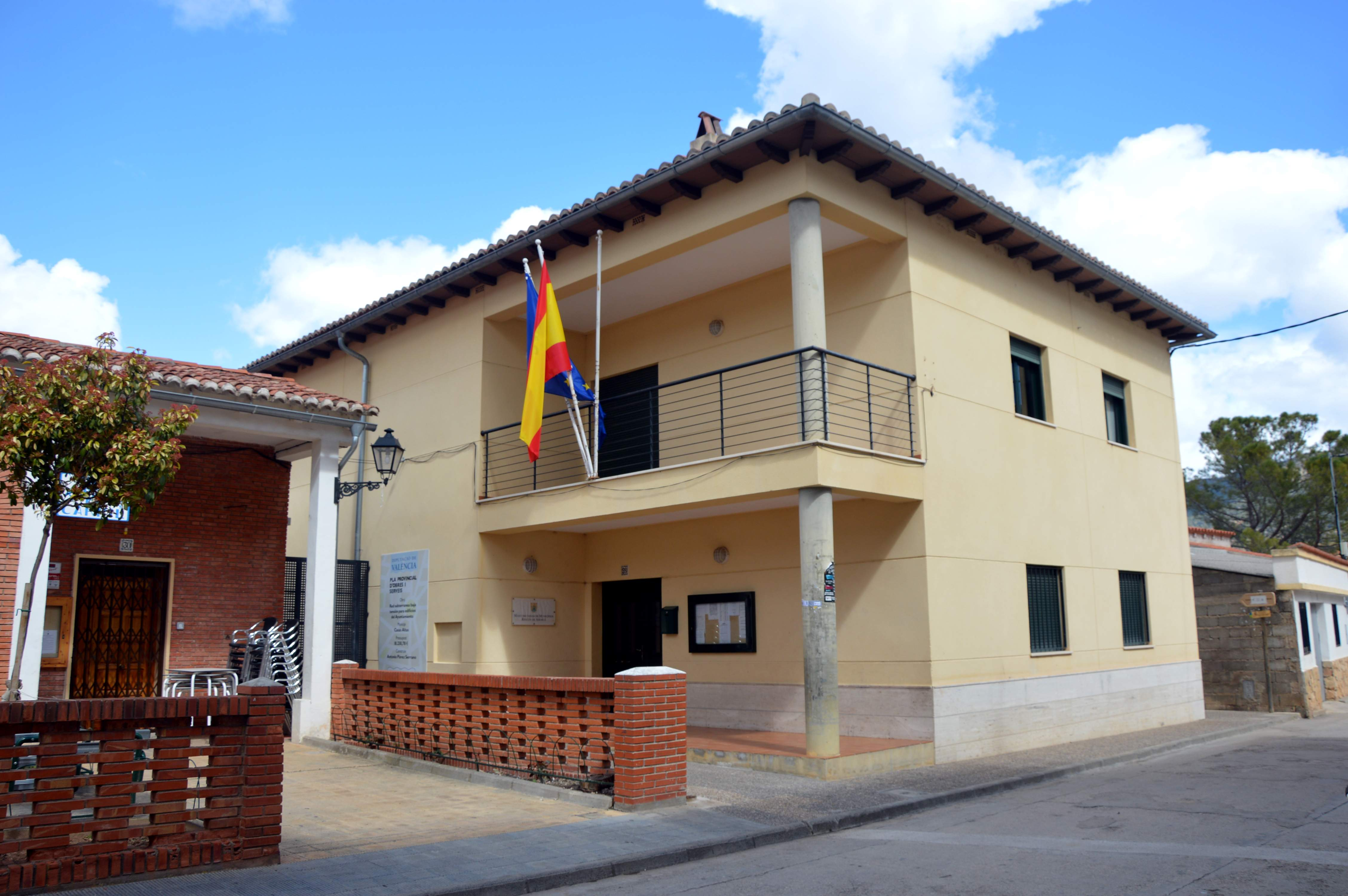
Edificio de la Mancomunidad de Municipios Rincón de Ademuz en Casas Altas (2018).
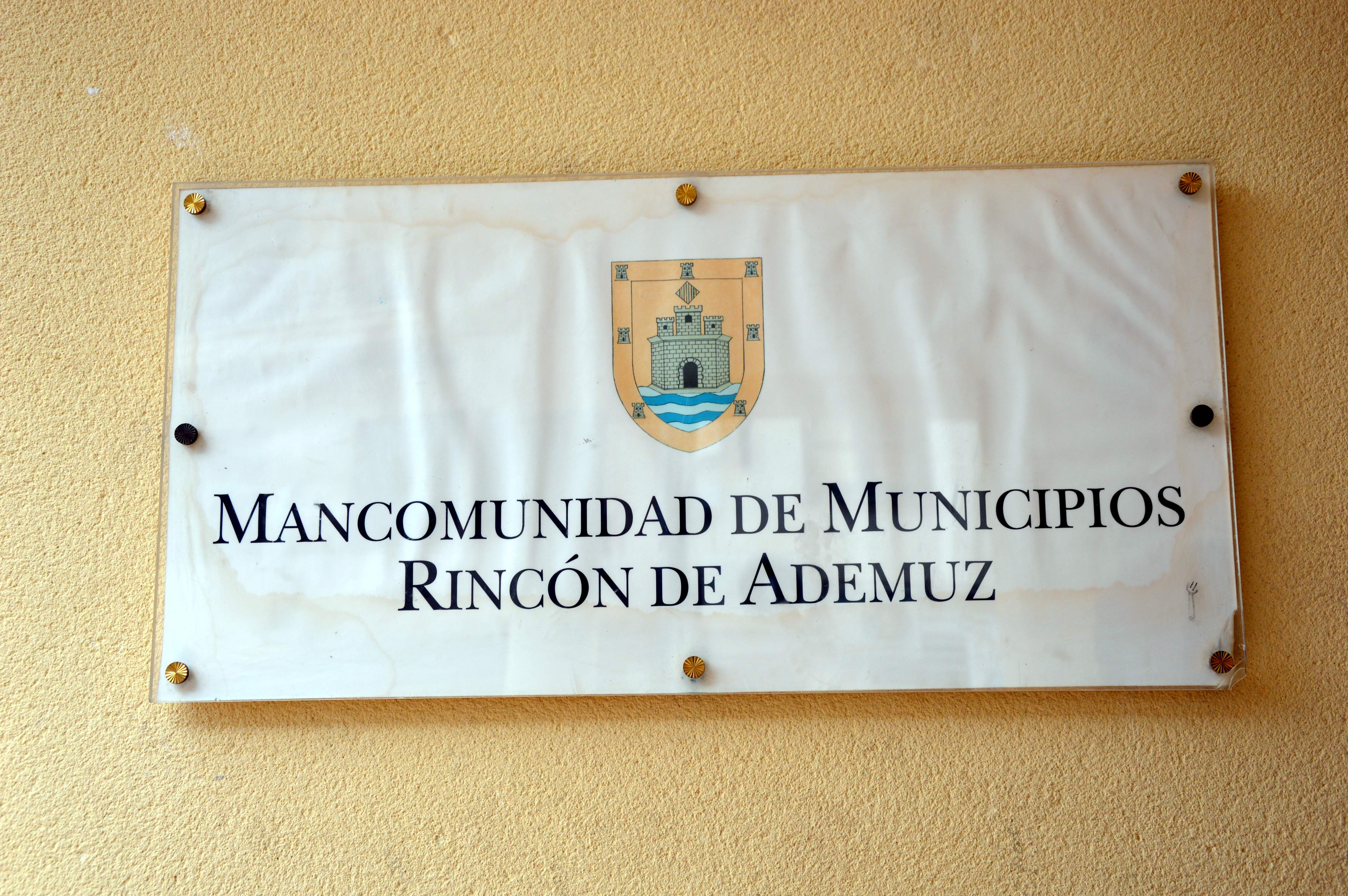
Placa de la Mancomunidad de Municipios Rincón de Ademuz en Casas Altas (2018).
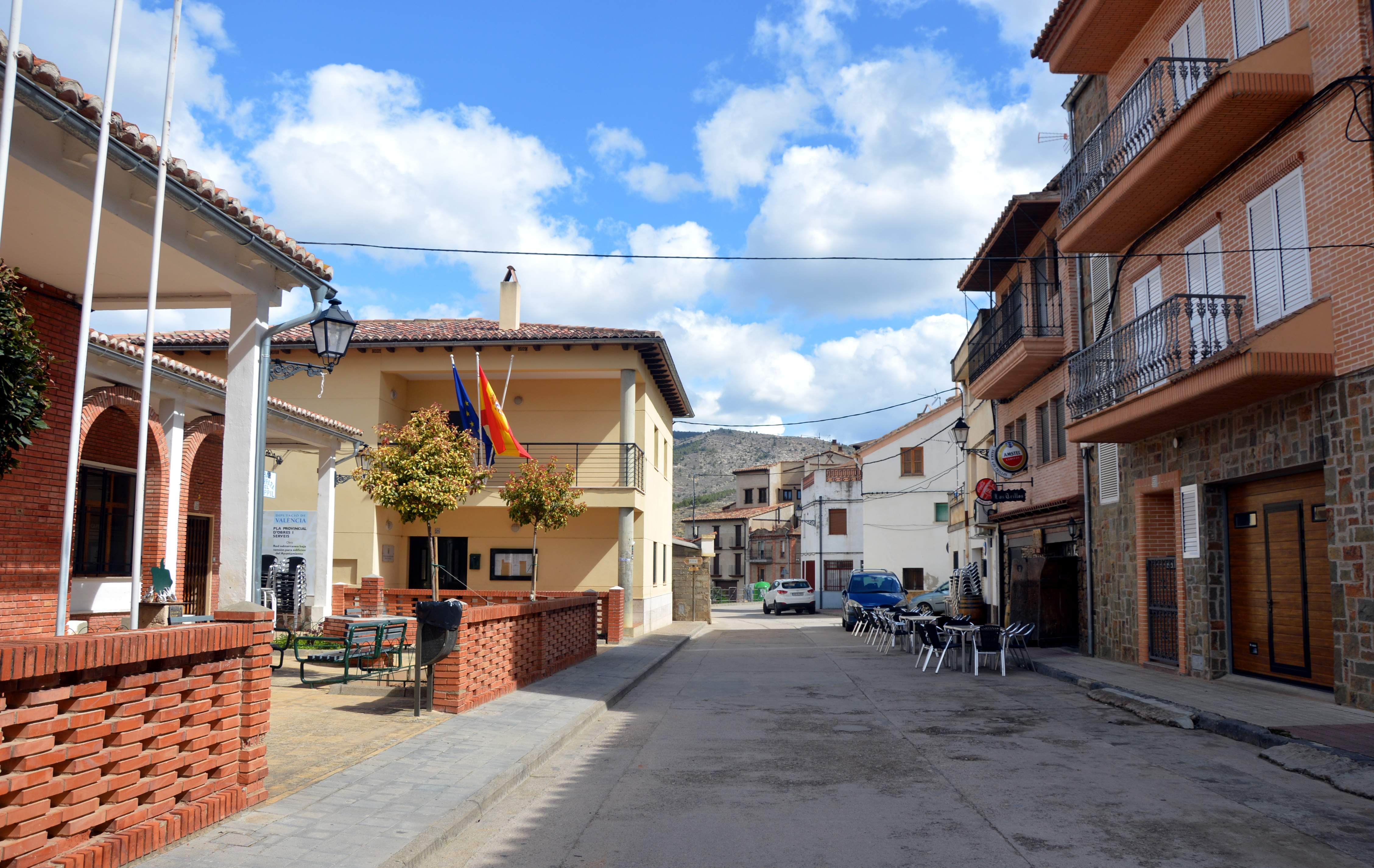
Avenida de la Diputación Provincial en Casas Altas, con el edificio de la Mancomunidad de Municipios Rincón de Ademuz al fondo (2018).